# Ewa Mańkowska (samorządowiec)
Ewa Maria Mańkowska z domu Dachowska (ur. 16 grudnia 1947 w Kielcach, zm. 17 kwietnia 2025) – polska polityk, wykładowczyni akademicka, urzędniczka państwowa i samorządowa. W latach 2012–2014 wicewojewoda dolnośląski, następnie wicemarszałek województwa dolnośląskiego V kadencji (2014–2018).

## Życiorys
W 1969 ukończyła studia zootechniczne w Wyższej Szkole Rolniczej w Krakowie. Magisterium z zakresu agrobiznesu uzyskała w 1998 na Akademii Rolniczo-Technicznej w Olsztynie. W 1999 uzyskała stopień doktora nauk rolniczych w zakresie agronomii na Akademii Rolniczej we Wrocławiu (na podstawie pracy zatytułowanej Doradztwo rolnicze w rozwoju obszarów wiejskich w świetle transformacji ustrojowej i integracji z Unią Europejską). Odbywała staże zagraniczne m.in. z zakresu doradztwa rolniczego w Niemczech, USA i Holandii.
Pracę zawodową rozpoczynała w rolniczym rejonowym zakładzie doświadczalnym w Modliszewicach w 1969, rok później została zatrudniona w kombinacie rolniczym w Strzelinie. Od 1991 do 2005 pełniła funkcję dyrektora Wojewódzkiego Ośrodka Doradztwa Rolniczego we Wrocławiu. W latach 1999–2010 pracowała także jako adiunkt w Katedrze Planowania i Urządzania Terenów Wiejskich wrocławskiej uczelni rolniczej. Od 2005 do 2012 zajmowała stanowiska prezesa i wiceprezesa Wojewódzkiego Funduszu Ochrony Środowiska.
Działała w Partii Ludowo-Demokratycznej. Jako jej członkini w 2001 kandydowała bezskutecznie do Sejmu z listy SLD-UP, a w 2002 uzyskała mandat radnej sejmiku dolnośląskiego II kadencji z listy SLD. W 2006 uzyskała reelekcję do sejmiku III kadencji z ramienia Prawa i Sprawiedliwości. W 2010 bez powodzenia ubiegała się o ponowny wybór z listy Polskiego Stronnictwa Ludowego. W 2011 i w 2015 ponownie kandydowała do Sejmu z ramienia PSL.
15 lutego 2012 z rekomendacji Polskiego Stronnictwa Ludowego Ewa Mańkowska została powołana przez premiera Donalda Tuska na funkcję wicewojewody dolnośląskiego. W 2014 z listy PSL bezskutecznie startowała do Parlamentu Europejskiego. W tym samym roku ponownie wybrana do sejmiku dolnośląskiego. 15 grudnia 2014 została wybrana na wicemarszałka w nowym zarządzie województwa. W 2018 nie ubiegała się o reelekcję do sejmiku, po czym zakończyła urzędowania na stanowisku wicemarszałka. W 2018 objęła funkcję pełnomocnika zarządu województwa dolnośląskiego ds. współpracy z kościołami, związkami wyznaniowymi i Kolegium Rektorów Uczelni Wrocławia i Opola. 

## Odznaczenia
- Brązowy Krzyż Zasługi (2001)[9]
- Brązowa Odznaka „Zasłużony dla Ochrony Przeciwpożarowej” (2013)[10]
- Złoty Medal za Zasługi dla Policji (2013)[11]